# Ruy de Freitas
Ruy de Freitas (Macaé, 24 agosto 1916 – Rio de Janeiro, 2 agosto 2012) è stato un cestista e allenatore di pallacanestro brasiliano.

## Carriera
Con il Brasile ha disputato due edizioni dei Giochi olimpici (Londra 1948, Helsinki 1952) e i Campionati mondiali del 1950.